# Lucien Farmanian
Lucien Farmanian est un footballeur français né le 7 janvier 1930 à Meyreuil (Bouches-du-Rhône) et mort le 14 juin 2006 à Aix-en-Provence. Il a joué dans de nombreux clubs dans les années 50.

## Carrière de Joueur
- 1947-1949: US Meyreuil
- 1949-1950: Olympique de Marseille II  (en Division 2)
- 1950-1951: Stade de Reims (en division 1)
- 1952-1953: SO Montpellier (en division 1)
- 1953-1954: FC Grenoble (en division 2)
- 1954-1956: Olympique lyonnais (en Division 1)
- 1956-1958: AS Aix-en-Provence (en Division 2)
- 1958-1960: Olympique de Marseille (en Division 1 et 2)